# Пјаноро
Пјаноро (итал. Pianoro) је насеље у Италији у округу Болоња, региону Емилија-Ромања.
Према процени из 2011. у насељу је живело 8257 становника. Насеље се налази на надморској висини од 186 м.

## Становништво
| 1931.  | 1936.  | 1951. | 1961. | 1971. | 1981.  | 1991.  | 2001.  | 2011.  |
| ------ | ------ | ----- | ----- | ----- | ------ | ------ | ------ | ------ |
| 10.362 | 10.055 | 7.731 | 7.785 | 9.554 | 12.814 | 14.342 | 16.181 | 16.890 |